# Non-inscrit à l'Assemblée nationale (Mauritanie)
Ne doit pas être confondu avec Non-inscrit à l'Assemblée nationale.
Les députés non-inscrits sont les députés qui ne sont membres d'aucun groupe parlementaire de l'Assemblée nationale de Mauritanie. Ils sont reconnus par l'article 23-2 du Règlement de l'Assemblée nationale.

## Composition

### 10elégislature(2023-)
15 députés siègent en tant que membres non-inscrits lors de la 10e législature de l'Assemblée nationale.
| Circonscription électorale                                  | Député                                               | Affiliation | Affiliation |
| ----------------------------------------------------------- | ---------------------------------------------------- | ----------- | ----------- |
| Liste nationale                                             | Biram Dah Abeid                                      |             | Sawab       |
| Liste nationale                                             | Nagi Mohamed Eterekzi                                |             | El Karama   |
| Liste nationale                                             | Ibrahime Sarr                                        |             | AJD/MR      |
| Liste nationale des femmes                                  | Mariem Cheikh Samba Dieng                            |             | Sawab       |
| Liste nationale des femmes                                  | Tahra Mohamed Sidi Aly                               |             | El Karama   |
| Liste nationale des femmes                                  | Saoudatou Mamadou Wane                               |             | AJD/MR      |
| Liste nationale des jeunes                                  | Aminetou El Hacen Boughel                            |             | Sawab       |
| Kaédi                                                       | Ousmane Oumar Ba                                     |             | AJD/MR      |
| M'Bout                                                      | El Hacen Cheikh Baha                                 |             | El Karama   |
| Nouadhibou                                                  | El Ghassem Bellali Bellali                           |             | El Karama   |
| Nouadhibou                                                  | Khalidou Samba Sow                                   |             | AJD/MR      |
| Nouakchott-Nord                                             | Abd Selam Horma Horma                                |             | Sawab       |
| Nouakchott-Ouest                                            | Mohamed Bouya Cheikh El Mamoune Cheikh Mohamed Vadel |             | UPC         |
| Nouakchott-Sud                                              | Ghame Achour Salem                                   |             | Sawab       |
| Nouakchott-Sud                                              | Mohamed El Moctar Mohamed Mahmoud El Moktar          |             | El Karama   |
|                                                             |                                                      |             |             |
| Source: Commission électorale nationale indépendante (CENI) |                                                      |             |             |